# اس‌اس آنتیگوا
اس‌اس آنتیگوا (به انگلیسی: SS Antigua) یک کشتی بود که طول آن ۴۱۵٫۷ فوت (۱۲۶٫۷ متر) بود. این کشتی در سال ۱۹۳۲ ساخته شد.